# Galeriegrab

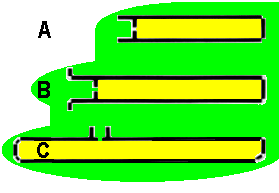
Grundrisse von Galeriegräbern am Beispiel der Nekropole von Warburg

Schema einer Galerie am Beispiel Pierre-aux-Fées

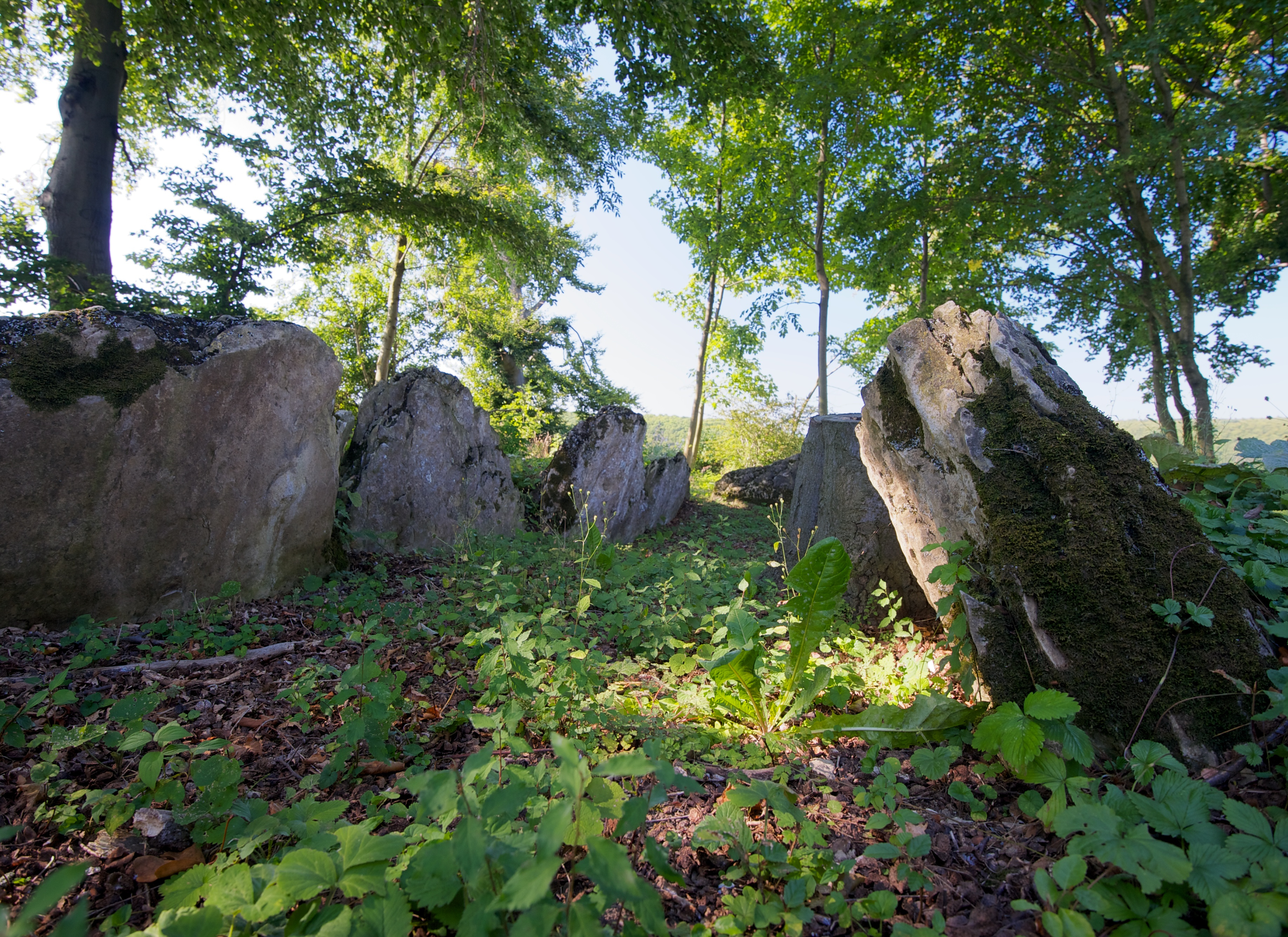
Galeriegrab von Etteln

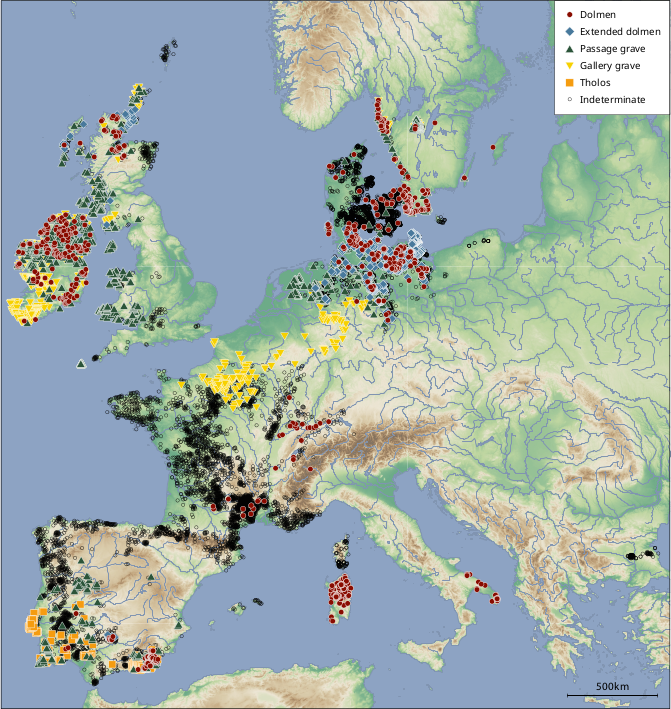
Verbreitung verschiedener Megalithgrabtypen in Europa. Gelb: Galeriegräber

Die Bezeichnung Galeriegrab für deutsche Megalithanlagen einer bestimmten Bauart (abgeleitet von italienisch: galleria „langer Säulengang“) ist eine Übertragung aus dem Französischen (Allée couverte, auch Galérie couverte) und entstand aufgrund der Ähnlichkeit der deutschen mit ostfranzösischen Anlagen.
Deutsche Galeriegräber sind wie französische in der Regel eingetieft und aus Orthostaten und Decksteinen oder Holzdecken erstellt. Vom Pariser Becken bis nach Belgien finden sich auch nichtmegalithische Anlagen mit vergleichbar rechteckigem Bauplan, die der Seine-Oise-Marne-Kultur (SOM-Kultur) zuzurechnen sind.

## Verbreitung in Deutschland

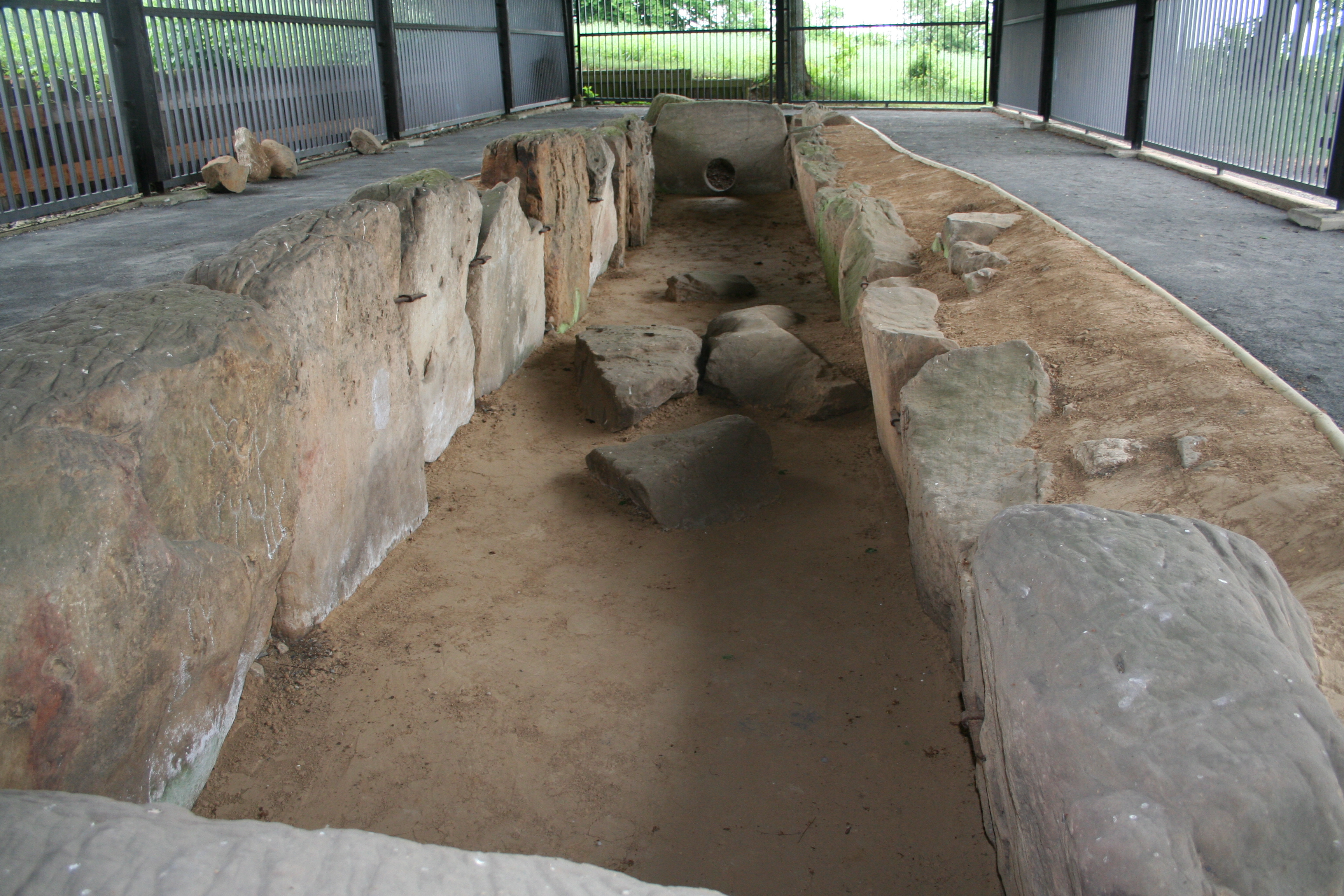
Das eingehauste Galeriegrab Züschen

Die von der Westfälischen Bucht bis in die Gegend von Züschen, südwestlich von Kassel, vorkommenden etwa 30 deutschen Anlagen heißen auch „hessisch-westfälische Steinkisten“. Die seltenen, östlich des westdeutschen Steinkistengebietes, in Niedersachsen bzw. an Lahn und Mosel liegenden etwa zehn Anlagen, die beinahe an das Verbreitungsgebiet in Westeuropa anschließen, sind zum Teil sehr klein (Liebenburg, Niederzeuzheim, Schankweiler). Sie heißen im Osten Mitteldeutsche Kammer oder Kammergräber.
Der Trichterbecherkultur (TBK) zuzuordnen sind die Galerien nördlich des Haarstrangs (Gebirge) und im nördlichen Niedersachsen (Galeriegrab von Sorsum). Die östlich der Westfälischen Bucht (bei Warburg) und südlich des Haarstrangs gelegenen gehören hingegen mehrheitlich zur Wartberg-Kultur.
Die „hessisch-westfälischen Steinkisten“ sind Kollektivgräber und werden in zwei Typen unterschieden.
- Galeriegräber vom Typ Züschen (4,5–24 m lang). Die Anlagen des Typs Züschen (und einige Steinkammergräber) besitzen einen antenartigen Vorraum mit einer Länge von ein bis drei Meter, wie Warburg I. Sie besitzen axiale Zugänge in Form von Seelenlöchern.
- Galeriegräber vom Typ Rimbeck (12–35 m lang), im Durchschnitt deutlich länger als der Typ Züschen. Neun Anlagen mit Längen zwischen 24 m und 35 m besitzen auch laterale Zugänge, insofern entsprechen sie nicht der Typeneinteilung der nordischen Megalitharchitektur, die laterale Zugänge für Ganggräber vorbehält. Solche Anlagen finden sich in Atteln II, Beckum-Dalmer, Lippborg, Rimbeck, Warburg III.

2010 wurden in Erwitte-Schmerlecke die 20 und 25 m langen Galeriegräber von Schmerlecke entdeckt und ausgegraben.
Verbreitung der hessisch-westfälischen Megalithik: Beckum I–II, Lippborg, Ostönnen, Hiddingsen, Schmerlecke I–III, Völlinghausen, Uelde, Brenken, Wünnenberg, Wewelsburg I–II, Atteln I–II, Henglarn I–II, Etteln, Kirchborchen I–II, Paderborn-Dahl, Neuhaus, Paderborn-Neuenbeken, Rimbeck, Hohenwepel, Borgentreich-Großeneder, Warburg I–II, Calden I + II, Altendorf, Züschen I, II, IV, Lohne-Wehrengrund/Züschen III, Gleichen, Gudensberg, Lohra, Ebsdorf, Gießen-Kleinlinden, Muschenheim, Niederzeuzheim, Oberzeuzheim, Oberzeuzheim-Heidenhäuschen, Niedertiefenbach, Schadeck, Mensfelden, Dauborn.

## Frankreich
Die Allée couverte (deutsch „gedeckter Gang“) ist ein insbesondere in Frankreich verbreiteter Dolmentyp, dessen Grundriss dem eines Ganges entspricht, während die Breite und die Höhe niedrig sind. Das deutsche Äquivalent wird als Galeriegrab bezeichnet. Die frühen Allées couvertes, denen die Deckplatten ganz oder teilweise fehlen, werden als Allées sepulcrales bezeichnet. Die teilweise oder ganz eingetieften als Allées enterrées oder semi-enterrées. Jean Arnal (1907–1987) teilte die Allées couvertes in primäre und sekundäre ein.

### Der primäre Typ
Die einfache Allée couverte ist eine rechteckige von Seitenplatten begrenzte und von Deckplatten bedeckte Kammer. Das Innere ist in Nischen unterteilt, deren Trennwände nicht durchgehend sind, um die vollständige Begehung zu erlauben. Die Allée couverte wird im Allgemeinen in zwei Teile gleicher Höhe aber ungleicher Länge getrennt, die Kammer (französisch cella) und die Vorkammer (französisch antecella). Die Seitenwände sind aus Orthostaten (deutsch „Tragsteinen“). Abhängig von der Länge wird die Allée couverte horizontal von einem oder mehreren Decksteinen bedeckt. Der Zugang befindet sich fast immer auf der Längsachse. Bei den Allées couvertes angevin (auch Typ Loire genannt) war ursprünglich ein Trilith als Portal angegliedert.
Spielarten des Typ angevin sind im Boden eingetiefte Kammern, mit einer durch ein Seelenloch mit der Hauptkammer verbundenen Endkammer. Die größte Allée couverte Frankreichs ist die fast 20 m lange Anlage La Roche-aux-Fées in Essé. Sie ist ein Dolmen angevin.

### Der sekundäre Typ
- Allées couvertes mit seitlichem Zugang und rechteckiger Einfassung: (Kerlescan 1 in Carnac)
- Allées couvertes aus Trockenmauerwerk: (La Butte Vachon in Argenteuil, Allée couverte du Bois de Belleville in Vendrest und eine ovale Anlage in Crécy-la-Chapelle)
- Ovale Allées couvertes: (Brézé).
- Allée couverte mit ovaler Einfassung: (Pontpiau in Champtocé-sur-Loire)
- Winkel-GaleriegräberˇAllées couvertes coudée.
- Allées couvertes en bois, bei denen Wände und Decke aus Holz sind, kommen im Pariser Becken vor (Germigny-L’Évèque, Bonnières)
- Allée couverte bezeichnet, z. B. auch die Allée de la Chaume in La Rochepot (Département Côte-d’Or), die eine Kammer von etwa 2,0 × 3,0 m mit Anten hat.
- Die Allées d'Aquitaine (auch Dolmen in V-Form genannt)  stellen den Übergang zwischen den Dolmen mit Gang und den klassischen Galerien dar. Die Kammer hat die Form eines überstreckten Trapezes. Zugleich nimmt die Höhe der Orthostaten zum Zugang hin ab. Diese Galerien haben keine Vorkammern. Die Längen reichen von etwa 6,0 m bis 9,50 m bei einer durchschnittlichen Breite von 1,0 m.
- Die Allées girondines  (der Name wurde von Marc Devignes vorgeschlagen) sind nicht in den Boden eingetiefte Galerien mit konstanter Breite und Höhe. Sie zeichnen sich im Allgemeinen durch niedrigere Deckenhöhen (1,0 m bis 1,5 m) aus. Ihre Längen liegen zwischen 8,0 m und 18,0 m. Ihre Ausrichtungen sind sehr variabel.

Im Languedoc wurden einige lange Dolmen mit einem über 15 Meter langen Gang (Dolmen Lo Morrel dos Fados, Saint-Eugène) früher als Allées couvertes klassifiziert. Jean Guilaine hat gezeigt, dass es sich hierbei nicht um echte Allées couvertes handelt, weil ihre Architektur nicht der allgemein akzeptierten Definition entspricht:
- die Vorkammer ist schmaler als die Kammer
- ein einzelner Deckstein deckt die Kammer ab
- der Tumulus ist meist rund, während er bei Allées couvertes oval ist

Im Falle der Allées couvertes im Aude und im Roussillon ist es daher angebracht, von Dolmen mit breiten Gängen zu sprechen.

### Seine-Oise-Marne-Kultur
In der Seine-Oise-Marne-Kultur in Frankreich und Belgien sind Galeriegräber oder Allées Couvertes/sepultures couvertes in den Details sehr unterschiedlich gestaltet, einige wurden sogar in den Fels gehauen. Alleen, deren Länge zwischen 10 m und 20 m variiert, sind auch hier die Mehrheit. Die Kammer ist mitunter durch Schwellen-, Seiten- oder Lochsteine (La Pierre Turquaise – Département Val d’Oise) unterteilt. Die kürzeren Galerien sind im Ganzen etwas niedriger. Einige haben am Kopfende durch seitliche Strebepfeiler abgetrennte laterale Kammern.

## Haupttyp
Die einfache Allée couverte hat eine stets rechteckige Kammer, die von mehreren Seitenplatten gefasst und von Deckenplatten bedeckt ist. Das Innere ist durch eine oder mehrere Zwischenwände unterteilt, die nicht von Wand zu Wand durchgehen oder mit einem Seelenloch versehen sind. Hinzugefügt ist ab und zu ein Trilith vor dem Zugang. Es gibt Spielarten des primären Typs.
- Die Kammern des Untertyps Seine sind im Boden eingetieft und haben eine Endkammer, die mit dem Rest der Anlage durch ein Seelenloch verbunden ist (La Pierre Turquaise, in Saint-Martin-du-Tertre, Pierre-aux-Fées in Villers-Saint-Sépulcre beide im Département Val-d’Oise).
- Es gibt ganggrabartige Galerien, die laterale Zugänge (darunter auch mit Seelenloch: Kerlescan 1) haben (La Roche Camio, Le Mélus (im Département Côtes-d’Armor)) und solche in L- oder T-Form, wobei der Galerieteil, in dem der Zugang liegt, nur rudimentär ausgebildet sein kann (Men-ar-Rompet) und das „T“ eher wie die Tiwaz-Rune aussieht.
- Das galerieartige Grab von Essé im Département Ille-et-Vilaine trägt den Namen La Roche-aux-Fées (Fels der Feen) und wird Dolmen angevin[4]. genannt. Es ist oberirdisch angelegt und sehr groß dimensioniert. Roche-aux-Fées ist 19,5 m lang und innen knapp vier Meter breit und zwei Meter hoch und gehört zu den größten Megalithanlagen überhaupt. Seine 26 Orthostaten tragen acht Decksteine von 20 t bis 45 t Gewicht. Einen noch schwereren Deckstein weist in Frankreich nur der Dolmen de la Pierre Folle bei Bournard im Département Maine-et-Loire auf. Coët-Correc und Dampsmesnil sind weitere derartige Anlagen in der Bretagne bzw. in der Normandie.
- Es gibt noch Crécy-la-Chapelle, eine ovale, aus Trockenmauerwerk erbaute Anlage im Département Seine-et-Marne und gebauchte Anlagen in ovalen Einfassungen (Dolmen du Champ-du-Ruisseau auch Allée couverte von Pontpiau).

### Irland
Die irischen wedge shaped gallery graves oder Wedge tombs werden von einigen Forschern von den bretonischen Allées couvertes abgeleitet. Sie zeichnen sich dadurch aus, dass Kammer und Zugang baulich nicht abgesetzt sind und die gleiche Breite haben. Es kann jedoch ein Schwellenstein oder eine axiale Nebenkammer vorhanden sein. Diese Anlagen sind alle oberirdisch angelegt und kürzer als die kontinentalen Anlagen.